# Come Around
Come Around es el álbum de estudio debut de la banda pop rock de Minneapolis, Minnesota, Sing it Loud. Este fue lanzado por Epitaph Records el 23 de septiembre de 2008.

## Lista de canciones
1. "I've Got a Feeling" - 2:54
2. "We're Not Afraid" (feat. Justin Pierre) - 2:57
3. "Come Around" - 3:22
4. "Don't Save Me" - 3:31
5. "Give it Up" - 3:13
6. "MPLS" - 3:13
7. "No One Can Touch Us" (feat. Alex Gaskarth) - 3:15
8. "Marionettes" - 3:06
9. "Over You" - 3:23
10. "Fade Away" - 2:45
11. "Best Beating Heart" - 3:47

## Créditos
- Pat Brown - Voz, Guitarra
- Kieren Smith - Guitarra, Voces de Fondo
- Nate Flynn - Bajo
- Ben Peterson - Teclados, Sintetizador
- Chris "Sick Boy" Lee - Batería

## Créditos Adicionales
- Ed Ackerson - Ingeniero
- Joshua Cain - Productor
- Mark Trombino - Mezclador
- Eli Janney - Ingeniero
- Dane Schmidt - Batería, Voces de Fondo
- UE Nastasi - Masterización
- Eric Gorvin - Escritor de Canción (No One Can Touch Us)
- Claudio Rivera - Batería
- Peter Anderson - Percusión, Ingeniero Asistente
- Alex Gaskarth - Voces Adicionales
- Justin Pierre - Voces Adicionales